# Crambus dianipha
Crambus dianipha là một loài bướm đêm trong họ Crambidae.